# Юзбашиев, Сайловгельды
Сайловгельды Юзбашиев — советский хозяйственный и государственный деятель, лауреат Государственной премии СССР за выдающиеся достижения в труде.

## Биография
Родился в 1948 году в селе Багир Ашхабадского района Ашхабадской области Туркменской ССР. Член КПСС с 1974 года.
В 1966-1967 - рабочий Безмеинского цементного завода, в 1967-1969 - военнослужащий Советской армии, в 1969-1991 — машинист вращающихся печей, бригадир машинистов Безмеинского цементного завода Министерства промышленности строительных материалов Туркменской ССР.
За большой личный вклад в дело увеличения выпуска и улучшения качества строительных материалов, экономии топливных, энергетических и других ресурсов был в составе коллектива удостоен Государственной премии СССР за выдающиеся достижения в труде 1982 года.
Депутат Верховного Совета Туркменской ССР 9-го созыва.
Жил в Туркмении.

## Награды
- Орден Ленина (1981)
- Орден Трудового Красного Знамени (1974)